# Partia Narodowo-Patriotyczna
Partia Narodowo-Patriotyczna (ang. National Patriotic Party) – liberyjska partia polityczna założona w 1997 roku przez członków Narodowo-Patriotycznego Frontu Liberii po zakończeniu pierwszej wojny domowej.
Wzięła udział w wyborach 1997 roku – jej przywódca Charles Taylor uzyskał 75% głosów zostając prezydentem; zdobyła także 49 z 64 miejsc w izbie reprezentantów oraz 21 z 26 w senacie. Z powodu nacisków wewnętrznych i międzynarodowych Taylor ustąpił ze stanowiska po zakończeniu drugiej wojny domowej w sierpniu 2003 roku. 
Partia wzięła także udział w wyborach 2005 roku, zaś jej kandydatem był Roland Massaquoi, który uzyskał 4,1% głosów. Po wyborach z 2011 roku posiada 4 reprezentantów i 3 senatorów.